# GEM

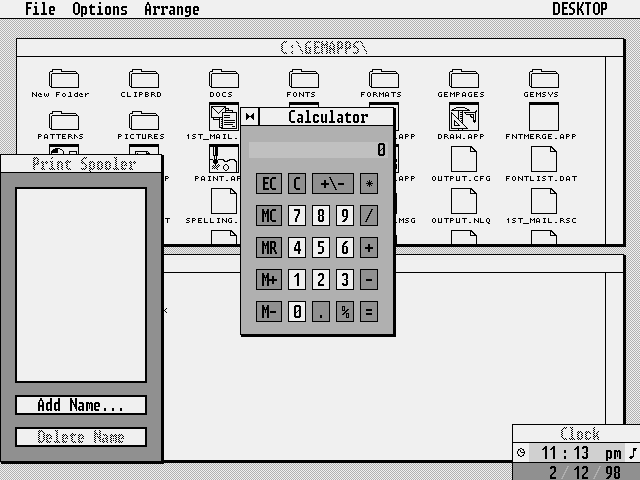
GEM desktop

A GEM (Graphics Environment Manager: grafikus környezetkezelő) a Digital Research cég által készített grafikus felület neve volt.
A GEM az 1980-as években készült a Digital Research-nél. Egyik fejlesztője (Lee Lorenzen) eredetileg a Xerox PARC-nél dolgozott, ahol először fejlesztették ki a grafikus felületek koncepcióját: az ablakokat, az egérrel való vezérlést, az ikonokat.
A GEM/1 eredetileg Atari számítógépeken futott, a GEM/2-t az Amstrad PC1512-höz adták és a GEM/3 volt az, ami az IBM PC gépeket uralta a Windows 3.0 megjelenéséig. (Később a felület „reinkarnálódott” a „ViewMAX” nevű DR-DOS programban.)
A GEM eredetileg nagyon is hasonlított a MacOS-re, mely a Xerox PARC-tól átvett koncepciókat először alkalmazta, és ezért jogi vita után a GEM-et meg kellett változtatni, hogy ne hasonlítson annyira a MacOS-re.
A GEM tehát grafikus környezetet biztosított a programok (és így a felhasználó) számára: ablakokat lehetett egérrel kezelni, ikonokon keresztül kiválasztani a programokat. A leggyakoribb program, mellyel használták a Xerox által forgalmazott „Ventura Publisher” volt.
A Microsoft Windows megjelenésekor kísértetiesen hasonlított a GEM-re mind kinézetben, mind belső működésben. Mivel a Digital Research amúgy sem fektetett nagy energiákat a GEM marketingjébe, ezért semmiféle jogi eljárás nem indult a Microsoft cég ellen.